# Michael Kotschi

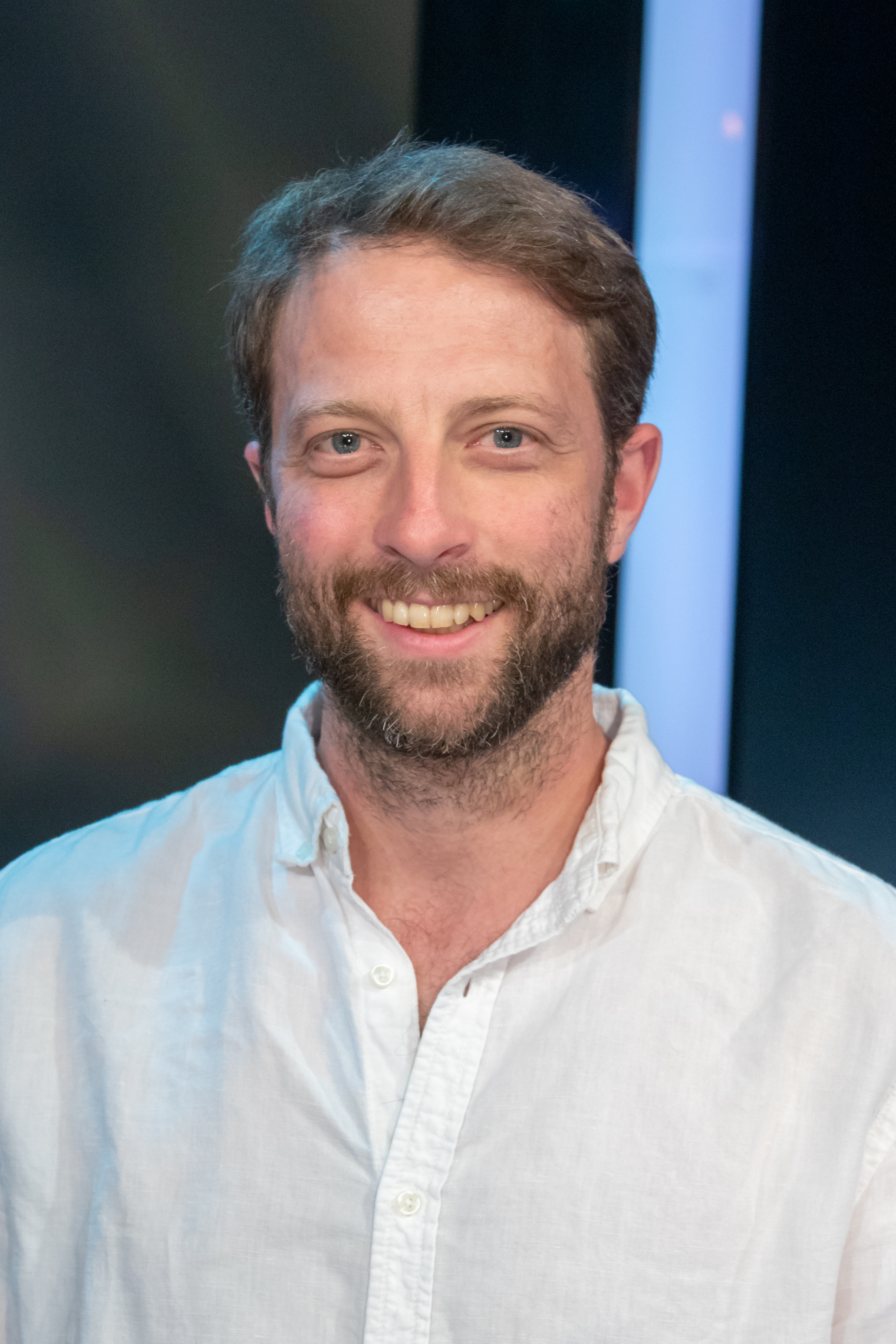
Michael Kotschi, 2018

Michael Kotschi (* 10. Juli 1974 in Weinheim) ist ein deutscher Kameramann.

## Leben
Ende der 1980er Jahre arbeitete Kotschi mehrere Jahre als Zimmermann in Berlin, bevor er 1998 als persönlicher Assistent des Architektur- und Porträtfotografen Reinhard Görner eine Anstellung fand. Von 2000 bis 2006 studierte er Kamerawesen an der Deutschen Film- und Fernsehakademie Berlin. Während dieser Zeit arbeitete er als Assistent unter anderem für Kameramänner wie Michael Ballhaus, Vilmos Zsigmond und John Schwartzman.
Mit der von Bastian Günther inszenierten Komödie Autopiloten debütierte Kotschi 2007 als hauptverantwortlicher Kameramann für einen Langspielfilm. Für Günther drehte er unter anderen auch dessen Filme Houston, Tatort: Wer bin ich? und One of these Days. Für das von Stephan Lacant inszenierte Drama Fremde Tochter wurde Kotschi mit einem Deutschen Kamerapreis ausgezeichnet.
Kotschi ist Mitglied im Berufsverband Kinematografie (BVK).

## Filmografie (Auswahl)
- 2007: Autopiloten
- 2009: Im nächsten Leben
- 2011: Der Preis
- 2013: Houston
- 2014: Das Leben nach der Neutronenbombe
- 2015: Aus der Haut
- 2015: Tatort: Wer bin ich?
- 2017: Fremde Tochter
- 2017: Toter Winkel
- 2020: One of these Days
- 2020: Tatort: Die Zeit ist gekommen
- 2020: Wagenknecht (Dokumentarfilm)
- 2022: Der Überfall (Fernsehsechsteiler)
- 2022: Kalt
- 2023: Tatort: Erbarmen. Zu spät.
- 2025: Wilma will mehr